# Ванчугово
Ванчугово — деревня в Кашинском городском округе Тверской области России. 

## География
Деревня находится в 16 км на северо-запад от города Кашина.

## История
В 1785 году в селе была построена каменная Успенская церковь с 2 престолами, метрические книги с 1720 года. 
В конце XIX — начале XX века село являлось центром Ванчуговской волости Кашинского уезда Тверской губернии. 
С 1929 года деревня являлась центром Ванчуговского сельсовета Кашинского района Бежецкого округа Московской области, с 1935 года — в составе Калининской области, с 1994 года — в составе Давыдовского сельского округа, с 2005 года — в составе Давыдовского сельского поселения, с 2018 года — в составе Кашинского городского округа.

## Население
| 1859 | 1889 | 2002 | 2010 |
| ---- | ---- | ---- | ---- |
| 139  | ↗185 | ↘7   | →7   |

## Достопримечательности
В деревне расположена недействующая Церковь Успения Пресвятой Богородицы (1785).